# Гробари
Гробари или „гробари” јесу навијачи Партизана, организовани су 1970. Надимак су добили због углавном црних клупских боја, које су биле сличне званичним униформама гробара. Они подржавају све клубове у ЈСД Партизан. Организовани навијачи који су традиционално заузимали Јужну трибину стадиона су се поделили 1999. на две групе. Новооснована група по имену Јужни Фронт је оптужила неколико највиших чланова гробара за злоупотребу својих привилегија, као и сам клуб за фаворизовање тих појединаца. Последњих година навијачи су превазишли своје разлике. Од новембра 2005. све навијачке групе су бојкотовале утакмице ФК Партизан до оставки председника Ивана Ћурковића, спортског директора Ненада Бјековића и генералног секретара Жарка Зечевића. Бојкот је прекинут 2007. после подношења оставки руководилаца и гробари су се вратили на своју матичну трибину. Званично након инцидента на дербију децембра 2017. ,,Гробари" су се поново поделили.

## Историјат
Гробари, као скупина навијача, основани су 1970. Прве групе навијача Партизана почеле су се оснивати крајем 50-их. Једна од најчувенијих генерација гробара је "Казнена експедиција" чији је главни вођа био Чеги. Познат је по доброј сарадњи са навијачима Челсија.
Гробари су у веома добрим односима са навијачима грчког ПАОК-а, руског ЦСКА Москва и бугарског ЦСКА Софија, енглеског Нотс Каунти-ја, пољског Виђева...
Бојкотовали су све утакмице ФК Партизан до оставки председника Ивана Ћурковића, спортског директора Ненада Бјековића и генералног секретара Жарка Зечевића. На утакмице су се вратили 26. маја 2007. године, када су играли ФК Партизан и ФК Младост Апатин. Од средине 2010. до лета 2014. године (неки новинарски извори кажу све до 2017. године), због неслагања око вођења трибине и навијача током утакмица, као и због ванспортских илегалних послова, дошло је до поделе и отворених сукоба најчешће између навијачких група Alcatraz и Забрањени. Током тог сукоба, како на самим утакмицама тако и ван њих, повређен је значајан број младих људи - навијача, група Alcatraz је контролисала јужну трибину, док су присталице групе Забрањени углавном бодриле свој клуб са источне трибине. У том сукобу, неки навијачи су изгубили своје животе (Иван Перовић - октобар 2011. и др.).
Гробари су се међусобно измирили у августу 2014. године, испред храма Светог Саве, пред сам почетак нове фудбалске сезоне у домаћем првенству.
Због нових и старих разлога и међусобних неслагања, југ се поново поделио крајем 2017. и почетком 2018. на три фракције: Партизановце (исток до севера), Забрањене (исток до југа) и Јужну трибину (југ).

## Познати навијачи
- Душко Радовић[2] (1922—1984); писац за децу, песник и новинар
- Мија Алексић[3] (1923—1995); глумац
- Бора Тодоровић[4] (1929—2014); глумац
- Драгослав Михаиловић[5] (1930—2023); писац
- Бранислав Црнчевић[6] (1933—2011); писац
- Филип Давид[7] (1940—2025); писац
- Раде Шербеџија[8] (1946); глумац, режисер и музичар
- Еди Грант[9] (1948); реге музичар
- Душан Ковачевић[10] (1948); драмски писац и режисер
- Божо Копривица[11] (1950); писац
- Лазар Ристовски[12] (1952); глумац и режисер
- Богдан Диклић[13] (1953); глумац
- Драгољуб Ђуричић[14] (1953—2021); рок музичар
- Емир Кустурица[15] (1954); филмски стваралац, глумац и музичар, вишеструки добитник златне палме
- Бранислав Лечић[16] (1955); глумац и политичар
- Зоран Цвијановић[17] (1958); глумац
- Милорад Додик[18] (1959); политичар и председник Републике Српске
- Првослав Вујчић[19] (1960); писац
- Неле Карајлић[20] (1962); рок музичар и комичар
- Драган Бјелогрлић[21] (1963); глумац и режисер
- Срђан Драгојевић[22] (1963); филмски режисер и сценариста
- Зоран Костић[23] (1964); рок музичар, певач групе Партибрејкерс
- Милорад Милинковић[24] (1965—2025); филмски режисер
- Ивица Дачић[25] (1966); политичар, тренутни српски министар иностраних послова и бивши премијер Србије. Једно време је и био председник КК Партизан.
- Небојша Медојевић[26] (1966); црногорски лидер опозиције
- Срдан Голубовић[27] (1972); филмски режисер
- Сергеј Трифуновић[28] (1972); глумац и политичар
- Дејан Бодирога (1973); кошаркаш
- Катарина Радивојевић[29] (1979); глумица
- Асмир Колашинац[30] (1984); атлетичар, европски шампион у бацању кугле
- Милорад Чавић[31] (1984); бивши пливач, светски првак и олимпијски носилац медаље
- Виктор Троицки[32] (1986); тенисер
- Ана Ивановић[33] (1987); пензионисана српска тенисерка и бивши ВТА број 1
- Теша Тешановић[34] (1988); српски новинар
- Борис Малагурски[35] (1988); филмски режисер
- Милица Мандић[36] (1991); српска репрезентативка у теквонду и олимпијски шампион 2012. године
- Велимир Стјепановић[37] (1993); пливач
- Тијана Богдановић (1998); српска репрезентативка у теквонду

## Галерија
- Гробари на утакмици кошаркашког клуба против Олимпијакоса, 2009. године
- Гробари на утакмици фудбалског клуба против Тотенхема, 2014. године
- Гробари на утакмици фудбалског клуба против Нице, 2022. године